# إحصاء اقتصادي

الصيد التجاري في اليابان ، الإحصاءات الاقتصادية ، الرسوم البيانية SVG باللغة اليابانية.

الإحصاءات الاقتصادية هي موضوع في الإحصائيات التطبيقية التي تتعلق بجمع البيانات الاقتصادية ومعالجتها وتجميعها ونشرها وتحليلها. من الشائع أيضًا تسمية البيانات نفسها بأنها «إحصاءات اقتصادية»، ولكن لهذا الاستخدام، انظر البيانات الاقتصادية. قد تشمل البيانات التي تهم الإحصاءات الاقتصادية تلك الخاصة باقتصاد المنطقة أو البلد أو مجموعة من البلدان. قد تشير الإحصاءات الاقتصادية أيضًا إلى موضوع فرعي للإحصاءات الرسمية للبيانات التي تنتجها المنظمات الرسمية (مثل الخدمات الإحصائية الوطنية، والمنظمات الحكومية الدولية مثل الأمم المتحدة، والاتحاد الأوروبي أو منظمة التعاون والتنمية في الميدان الاقتصادي، والبنوك المركزية، والوزارات، إلخ.). يحلل ضمن الإحصاءات الاقتصادية على حد سواء الاستفادة من وتوفير البيانات التجريبية المطلوبة في البحوث الاقتصادية، سواء كانت صفية أو الاقتصاد القياسي. إنها مدخلات رئيسية لصنع القرار فيما يتعلق بالسياسة الاقتصادية. يتضمن هذا الموضوع التحليل الإحصائي للمواضيع والمشكلات في الاقتصاد الجزئي والاقتصاد الكلي والأعمال التجارية والمالية  والتنبؤ وجودة البيانات وتقييم السياسات. ويتضمن أيضًا اعتبارات مثل البيانات التي يجب جمعها من أجل تحديد بعض الجوانب المعينة للاقتصاد وأفضل السبل لجمعها في أي حالة معيّنة.